# Galopprennbahn Hoppegarten

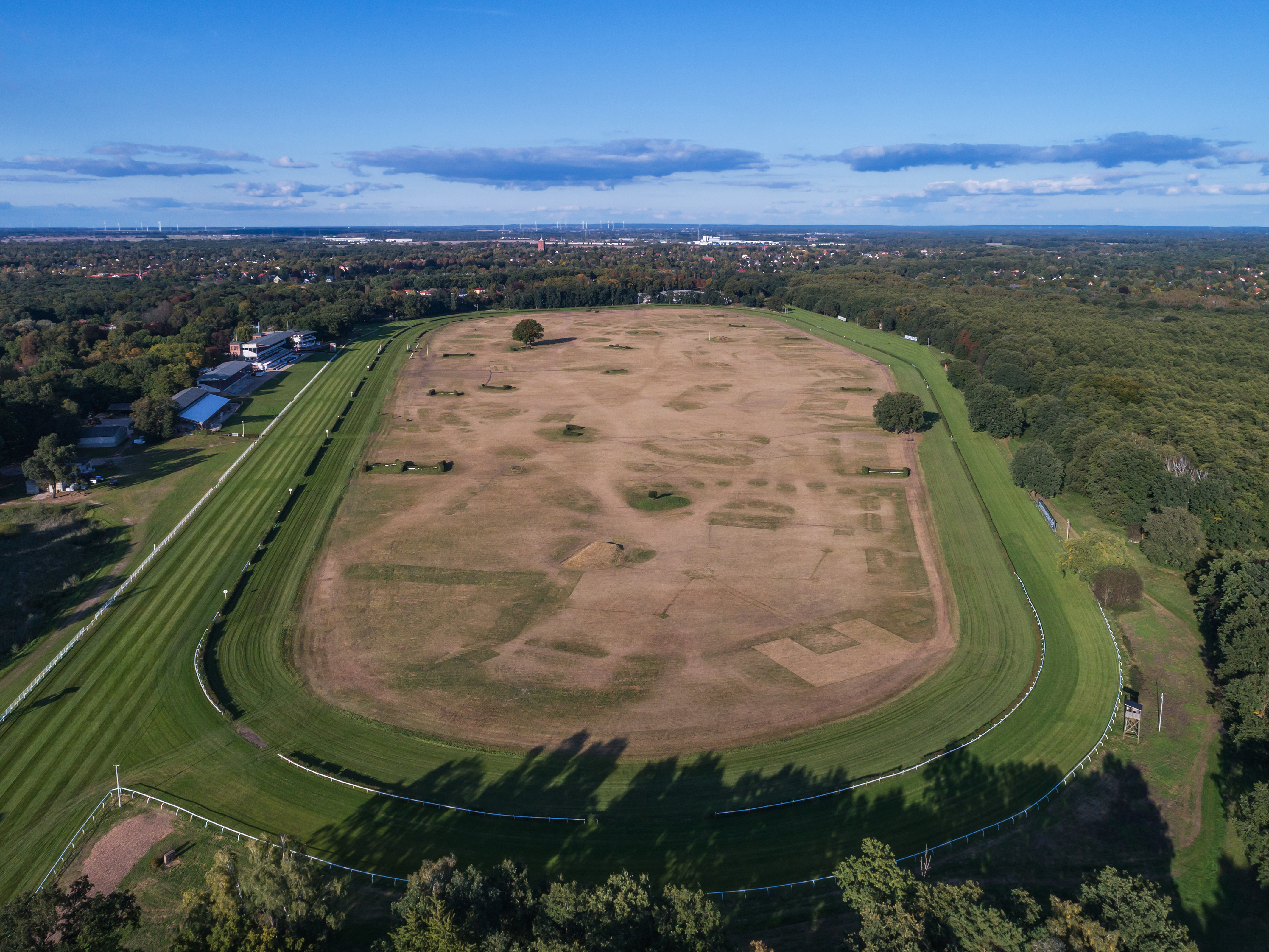
Luftaufnahme der Rennbahn

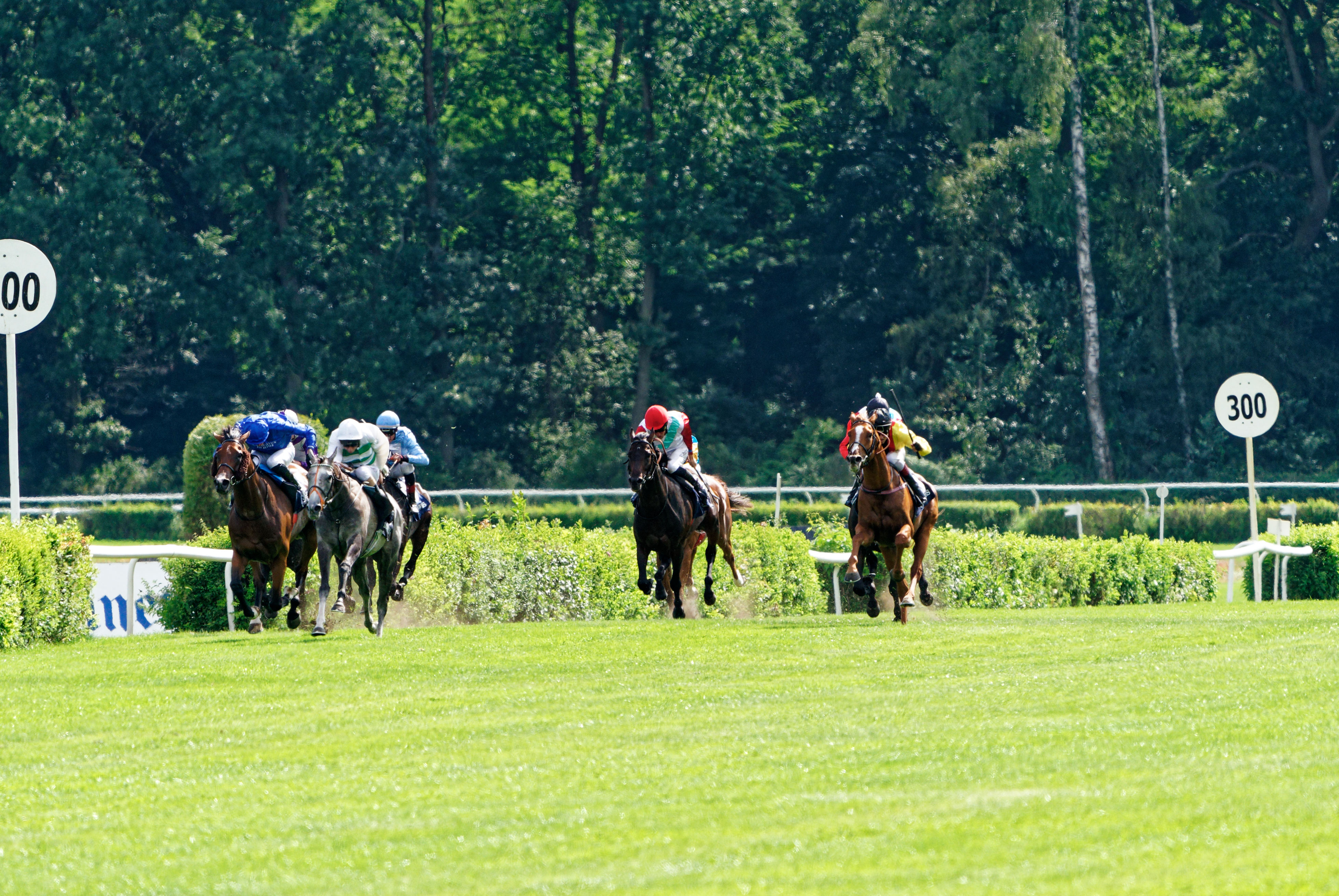
Der Große Preis von Berlin, 2021

Die Galopprennbahn Hoppegarten ist eine traditionsreiche, 1868 gegründete Pferderennbahn in Hoppegarten, Brandenburg östlich von Berlin.
Bis zum Ersten Weltkrieg entwickelte sich Hoppegarten zur wichtigsten deutschen Rennbahn und zum Treffpunkt des gesellschaftlichen und politischen Lebens Berlins und zog häufig bis zu 40.000 Zuschauer an. Nach 1990 befand sich die Anlage in einer unsicheren finanziellen Situation. 2008 übernahm Unternehmer Gerhard Schöningh die Rennbahn von der Treuhandanstalt und führte umfangreiche Renovierungen durch.
Der Rennbetrieb verläuft seit 2008 regelmäßig. Pro Jahr finden bis zu elf Renntage statt, die auch internationale Rennställe anziehen. Das berühmteste Galopprennen in Hoppegarten ist der Große Preis von Berlin.

## Geschichte

### Aufstieg zur wichtigsten deutschen Rennbahn

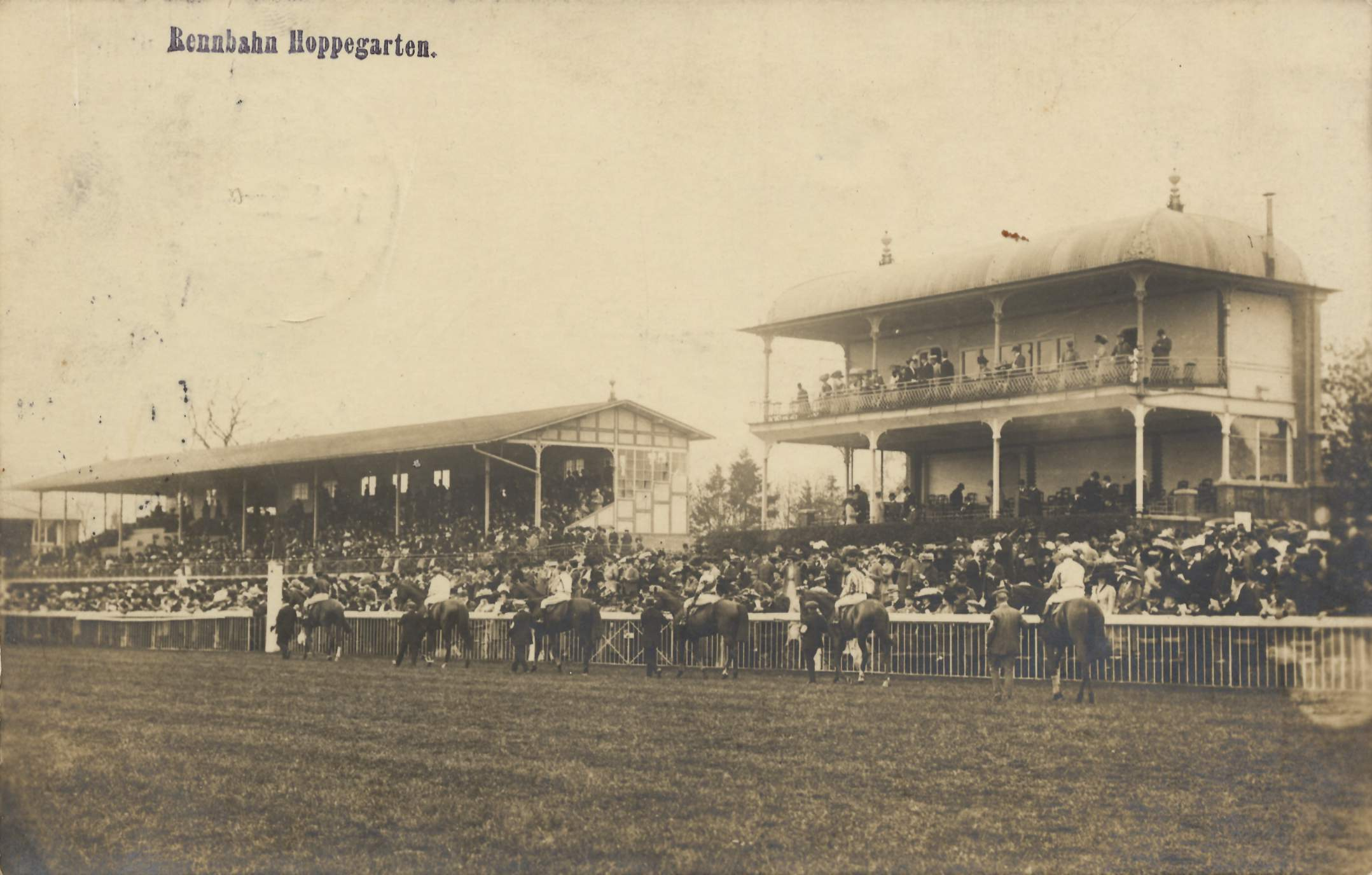
Galopprennbahn (Postkarte von 1912)

Der Berliner Verein für Pferderennen suchte 1866 ein Gelände für den Bau einer neuen Rennbahn, denn die Pferderennbahn am Tempelhofer Exerzierplatz genügte den technischen und repräsentativen Ansprüchen nicht mehr. Das Vorwerk Hoppegarten, ein Nebenhof seines Gutes, verpachtete Heinrich von Treskow (1823–1886) 1866 an das Norddeutsche Union-Gestüt. Nachdem Hofstallmeister Fedor von Rauch König Wilhelm von Preußen von den Planungen für eine Galopprennbahn in Hoppegarten überzeugt hatte, wurde am 9. Oktober 1867 mit kurzfristig erbauten Holztribünen ein Proberenntag mit drei Jagdrennen auf dem Gelände durchgeführt, der zufriedenstellend verlief. So gründete sich am 15. Dezember 1867 mit 36 Mitgliedern aus ganz Deutschland der Union-Klub. Zu den Gründern gehörten Karl von Lehndorff, Johannes Maria von Renard, Ernst von Treskow, der Verleger und Sportjournalist Fedor André, August von Maltzan (Oberstallmeister), Victor I. Herzog von Ratibor und Hugo zu Hohenlohe-Öhringen. Fortan waren die Galopprennbahn und der Klub bis 1945 untrennbar miteinander verbunden.
Die Finanzierung des Rennbahnbaus wurde durch Spenden der Klub-Mitglieder sowie Anteilscheine des Union-Gestüts und des Berliner Rennvereins gewährleistet. Der Berliner Baumeister Carl Bohm besuchte die Pferderennbahn Longchamp sowie die Rennbahn auf Schloss Chantilly und nahm sie als Vorbild für die Gestaltung der Hoppegartener Rennbahn. Im Frühjahr 1868 begannen die Erdarbeiten: Eine konsistente Humusschicht wurde auf den Sand aufgetragen, Bewässerungsrohre für den Rasen verlegt und eine Drainage für das Geläuf errichtet. Das Anlegen der 1200-Meter-Geraden trug zur späteren Popularität der Rennbahn bei. Gebaut wurden an einem Hindernis- und einem Flachkurs, der jedoch zur Einweihung noch nicht fertiggestellt war. Der preußische König Wilhelm I. und der Bundeskanzler des Norddeutschen Bundes Otto von Bismarck eröffneten am 17. Mai 1868 die Galopprennbahn Hoppegarten mit vier Hindernisrennen. Der Sieger im ersten, auf dieser Rennbahn ausgetragenen Rennen, dem Preis von Hoppegarten, war damals Leutnant von Bülow auf Missunde. Die Anreise zu diesem ersten Renntag war noch beschwerlich, da der Bahnhof Hoppegarten erst um 1870, unter anderen durch das Drängen des Union-Klub, errichtet wurde.

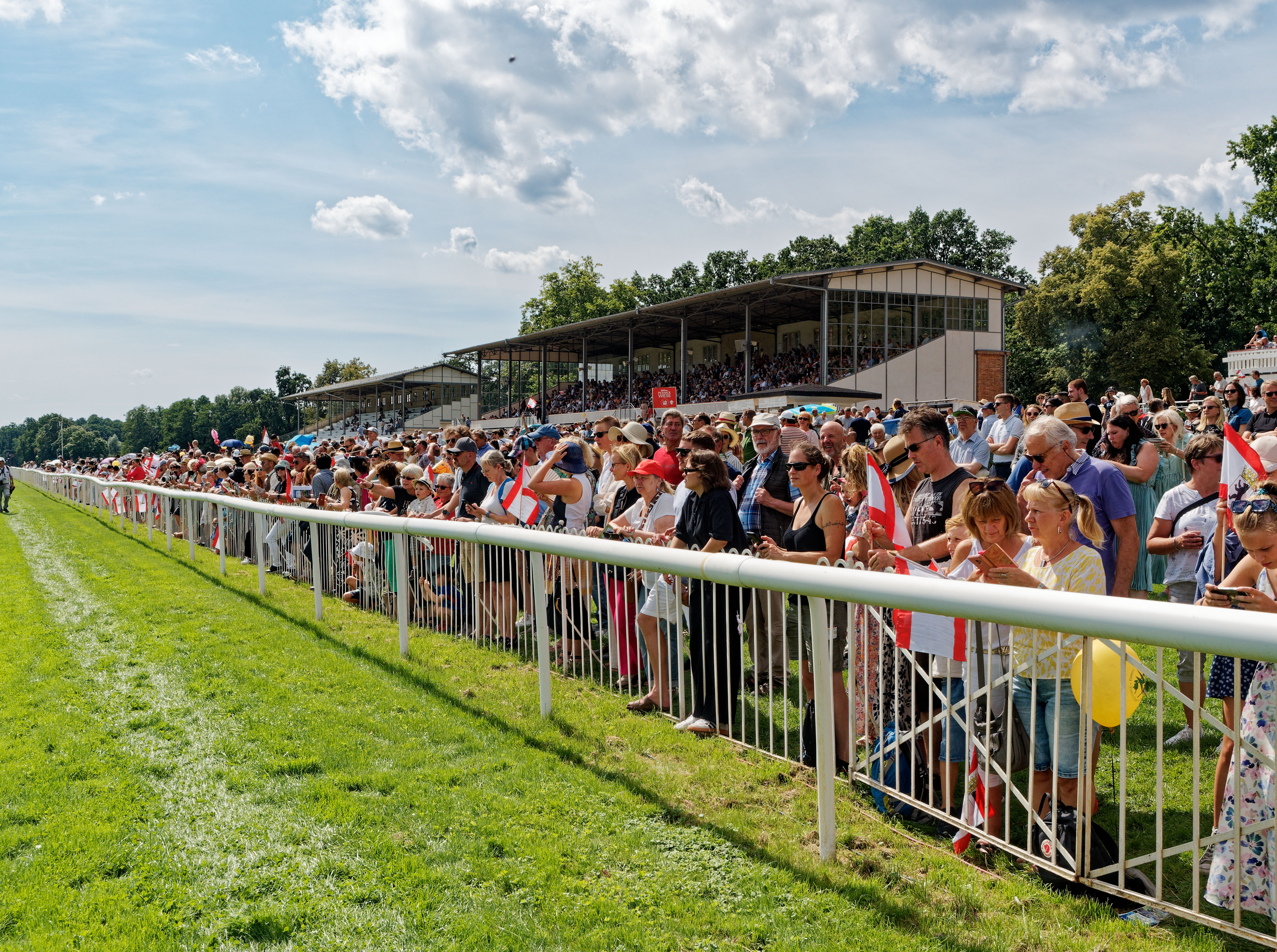
Zuschauerkulisse beim Großen Preis von Berlin 2023

Seit der Eröffnung wurden wichtige Rennen in Hoppegarten ausgetragen. Die berühmtesten Rennen waren das seit 1868 stattfindende klassische Stutenrennen Preis der Diana (2000 Meter), seit 1871 das klassische Henckel-Rennen (1600 Meter) sowie das Union-Rennen und der Große Preis von Berlin (beide 2000 Meter). Mit den Einnahmen konnte der Klub 1874 für 296.000 Taler das Gelände von Treskow erwerben. Die Einführung des Totalisators (Toto) 1872 sicherte die Finanzierung der Rennen und ermöglichte 1886–1888 den Bau von massiven Tribünen anstelle der alten Holztribünen. Das Verbot der Wettmaschine von 1882 bis 1886 sowie das Sonntagsrennverbot von 1891 durch Wilhelm II. hemmten das Wachstum der Pferderennbahn. Doch die Aufhebung des Verbots im Jahr 1903, das neue Totogesetz von 1905 und die neue Rennordnung von 1912 begünstigten schließlich wieder die Entwicklung. Hoppegarten hatte sich zur wichtigsten deutschen Rennbahn entwickelt und war das Zentrum des gesellschaftlich-politischen Lebens Berlins geworden. Häufig sahen bis zu 40.000 Zuschauer die Rennen und bis zu 1000 Pferde standen in den Ställen in Hoppegarten und dem benachbarten Neuenhagen.

### Auswirkung der Weltkriege

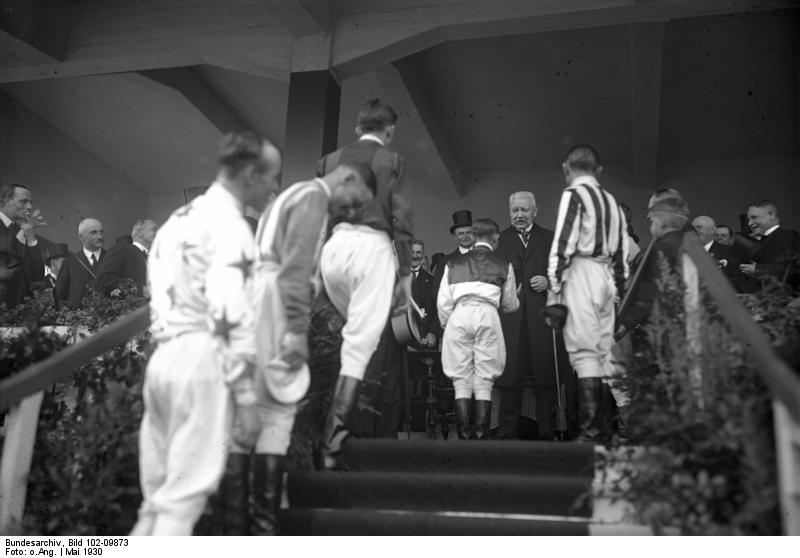
Siegerehrung durch den Reichspräsidenten von Hindenburg 1930 beim Hindenburg-Rennen

Mit Beginn des Ersten Weltkriegs wurde den britischen und amerikanischen Jockeys, die bisher die Rennszene dominiert hatten, die Teilnahme an Rennen in Hoppegarten verweigert. Die meisten der amerikanischen Jockeys verließen Deutschland noch während des Krieges, während viele der britischen Staatsangehörigen, egal ob Trainer oder Jockey, zwischen 1914 und 1918 im Kriegsgefangenenlager in Ruhleben interniert wurden. Der Beliebtheit der Pferderennen tat dies keinen Abbruch, da nun durchweg deutsche Reiter die Siegerlisten füllten. Nach Ende des Krieges fanden auf Grund des Umbaus der Gebäude innerhalb der Rennbahn sowie der Umgestaltung der Anlage keine Rennen in Hoppegarten mehr statt, die Rennen in dieser Zeit hatte man auf die Rennbahn Grunewald verlegt. Im Jahr 1934, nach Aufgabe der Rennbahn in Berlin-Grunewald, wurde die Haupttribüne um einen seitlichen Anbau erweitert, sodass die Rennbahn 1935 beim Großen Preis die 45.000 Zuschauer fassen konnte. Die Weltwirtschaftskrise hatte auch dem Rennbetrieb und der Vollblutzucht Notzeiten beschert, doch am Ende der 1930er Jahre hatte sich die wirtschaftliche Lage in Hoppegarten wieder vollends stabilisiert.
Der Zweite Weltkrieg verschaffte Hoppegarten ein renommiertes Rennen mehr. Nach den Luftangriffen auf Hamburg im Jahr 1943 wurde das Derby hierher verlegt. Selbst 1944 fanden noch Pferderennen statt – allerdings mit wenig Besuchern und ohne den Totalisator und mit dementsprechend wenigen Einnahmen. Im Spätherbst 1944 wurde schließlich die Haupttribüne zu einer Rüstungsfabrik umfunktioniert. Im März 1945 begann der „große Treck“: Über 100 Vollblutpferde wurden von Jockeys innerhalb von drei Wochen nach Schleswig-Holstein geritten. Nahezu alle Pferde erreichten sicher das Ziel, viele wurden dann von der britischen Armee in Besitz genommen. Die in Hoppegarten verbliebenen Rennpferde wurden nach Kriegsende von den sowjetischen Truppen beschlagnahmt oder von der hungernden Bevölkerung geschlachtet.

### DDR

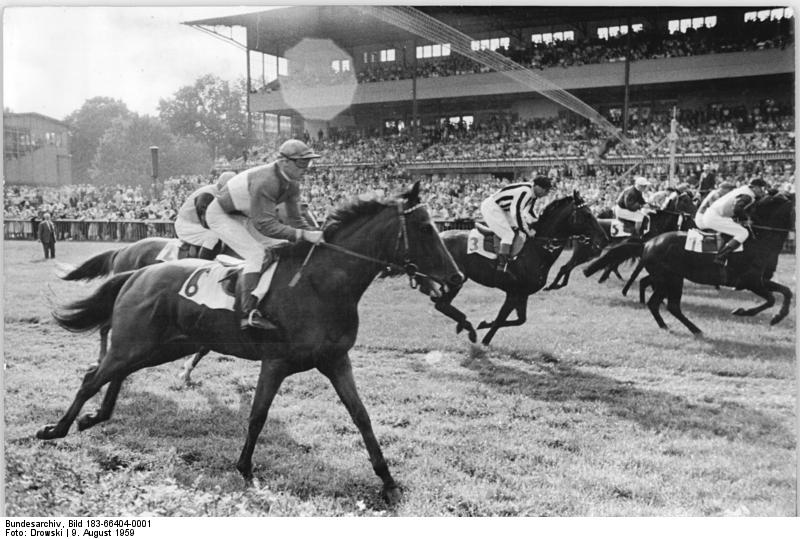
1959 der „Große Preis der DDR“

Der Union-Klub wurde im März 1945 von der Sowjetischen Militäradministration enteignet. Die verbliebenen Pferde wurden nach Schleswig-Holstein transportiert. Bereits am 14. Juli 1946 wurde wieder ein offizielles Rennen in Hoppegarten geritten. Dazu war ein Großteil der verbliebenen, in ganz Deutschland verstreuten Rennpferde aufgestöbert worden. Allerdings fehlten zu den Tieren oft die Papiere, sodass ihre vollblütige Abstammung nicht mehr nachgewiesen werden konnte. Trotz dieser Bemühung herrschte von 1947 bis 1949 bei den Rennen ein chronischer Pferdemangel. 1950 waren es schließlich nur noch zwölf Pferde, die an den Start gingen, also erlaubte man kurzerhand als sogenannte „Bauernrennen“ auch die Teilnahme von Nicht-Vollblütern.
Der Union-Klub wurde 1946/1947 als Großgrundbesitzer durch die Bodenreform enteignet und die Rennbahn der Provinzialverwaltung Brandenburg unterstellt. 1952 ging das Eigentum in den Volkseigenen Rennbetrieb Hoppegarten über, 1974 übernahm der VEB Vollblutrennbahnen mit Sitz in Hoppegarten – zuletzt ein Betrieb im Kombinat Tierzucht – die Leitung aller Rennbahnen in der DDR. Der Zucht- und Rennbetrieb der DDR spielte international kaum eine Rolle und wurde von der Regierung wenig beachtet.
Jedoch fand das Internationale Meeting der Vollblutpferde sozialistischer Länder, zwischen 1954 und 1989 achtmal in Hoppegarten statt.

### Nach der Wiedervereinigung

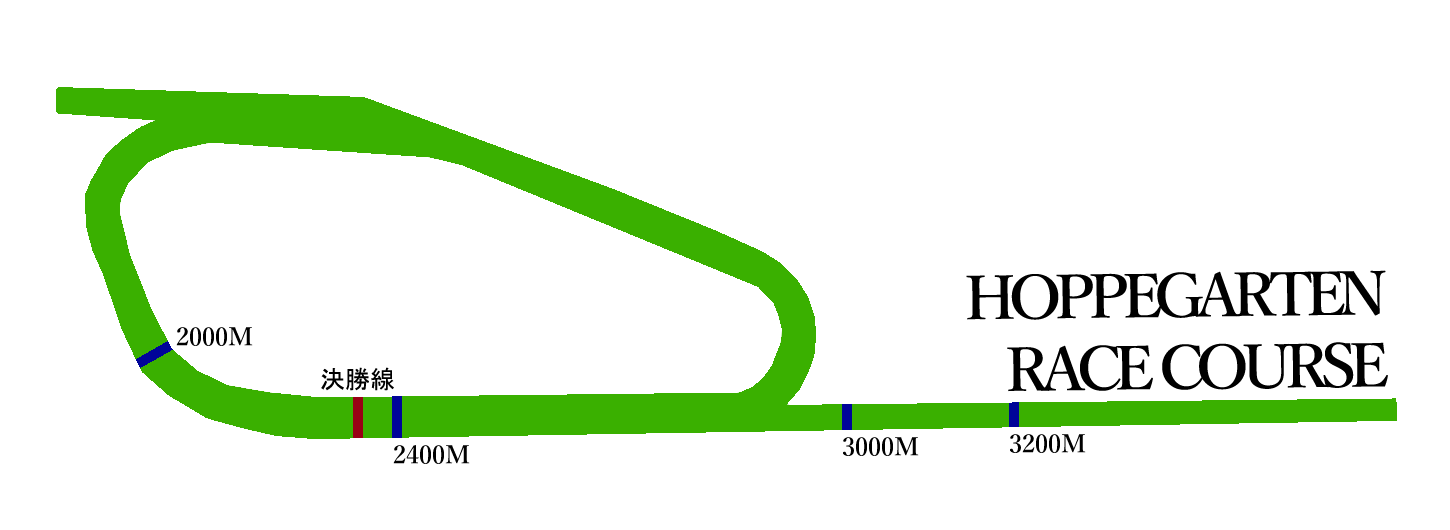
Rennbahn

Am 31. März 1990 wurde der erste deutsch-deutsche Renntag mit großem Besucherandrang begangen – konkurrenzfähig war der ostdeutsche Pferderennsport jedoch nicht. Die Rennbahn stand in den ersten Jahren nach der Wende unter der Aufsicht der Treuhandanstalt. In den folgenden Jahren gab es mehrere Großereignisse wie Den großen Preis von Berlin, das BMW-Europa-Championat und die Berlin-Brandenburg-Trophy, gar Kamelrennen wurden veranstaltet. Der Wettumsatz betrug 1993 bereits wieder neun Millionen Mark (kaufkraftbereinigt in heutiger Währung: rund 8 Millionen Euro), doch die Rennbahn konnte an die erfolgreichen Zeiten vor den Weltkriegen trotzdem nicht anknüpfen.
Hoppegarten gelangte wieder in den Besitz des Union-Klubs, doch große Geldsummen waren zum Erhalt und Ausbau der Rennbahn nötig. Das Land Brandenburg stellte am 8. November 1999 für Investitionszwecke insgesamt fünf Millionen Mark zur Verfügung. Der Union-Klub ging 2005 insolvent und die Galopprennbahn in den Besitz der Bodenverwertungs- und -verwaltungs GmbH über. Der 2006 neu gegründete Rennverein Hoppegarten übernahm die Ausrichtung der Rennen für das Jahr 2007. Die ersten drei von zehn geplanten Renntagen mussten jedoch aus wirtschaftlichen Gründen abgesagt werden. Erst durch einen Zuschuss in Höhe von 150.000 Euro seitens der Gemeinde Hoppegarten wurde der Saisonbeginn möglich.
Im März 2008 erwarb der Fondsmanager Gerhard Schöningh die Rennbahn – Hoppegarten ist damit die einzige Rennbahn in Europa, die komplett in privater Hand ist. Die Rennbahn wurde schrittweise saniert und das Trainingszentrum ausgebaut. Seit 2008 finden wieder regelmäßig mehrere Renntage pro Jahr statt, an denen auch internationale Rennställe teilnehmen. Die Besucherzahlen der Rennbahn stiegen. Die Rennbahn ist heute fester Bestandteil des deutschen Galoppsports und hat sich an den Renntagen als Ausflugsziel für Familien aus Berlin und dem Umland etablieren können. Am 21. Juli 2013 schrieb der 18-jährige Amateurrennreiter Dennis Schiergen auf Nymphea Rennsportgeschichte in Hoppegarten, als er den 123. Großen Preis von Berlin gewann. Die Saison 2013 schloss die Rennbahn Hoppegarten erneut mit gestiegenen Besucherzahlen ab. Die Wettumsätze pro Renntag konnten 2013 auf dem Niveau des Vorjahres gehalten werden. Bis 2015 konnten die Besucherzahlen im Vergleich zu 2008 verdoppelt werden, die Wettumsätze stiegen um 80 % pro Rennen.

## Wichtige Rennen
- Oleander-Rennen (Gruppe II), 3.200 m, 130.000 € (2025), 4-jährige und ältere, Mai[13]

- Diana-Trial (Gruppe III), 2.000 m, 55.000 € (2025), 3-jährige Stuten, Juni[14]

- Fürstenberg-Rennen (Gruppe III), 2.400 m, 55.000 € (2024), 3-jährige und ältere Pferde, Juli[15]
- Großer Preis von Berlin, (Gruppe I), 2.400 m, 155.000 €,  3-jährige und ältere Pferde, August[16]

- Preis der Deutschen Einheit (Gruppe III), 2.000 m, 55.000 € (2024), 3-jährige und ältere, Oktober[17]

## Anlage

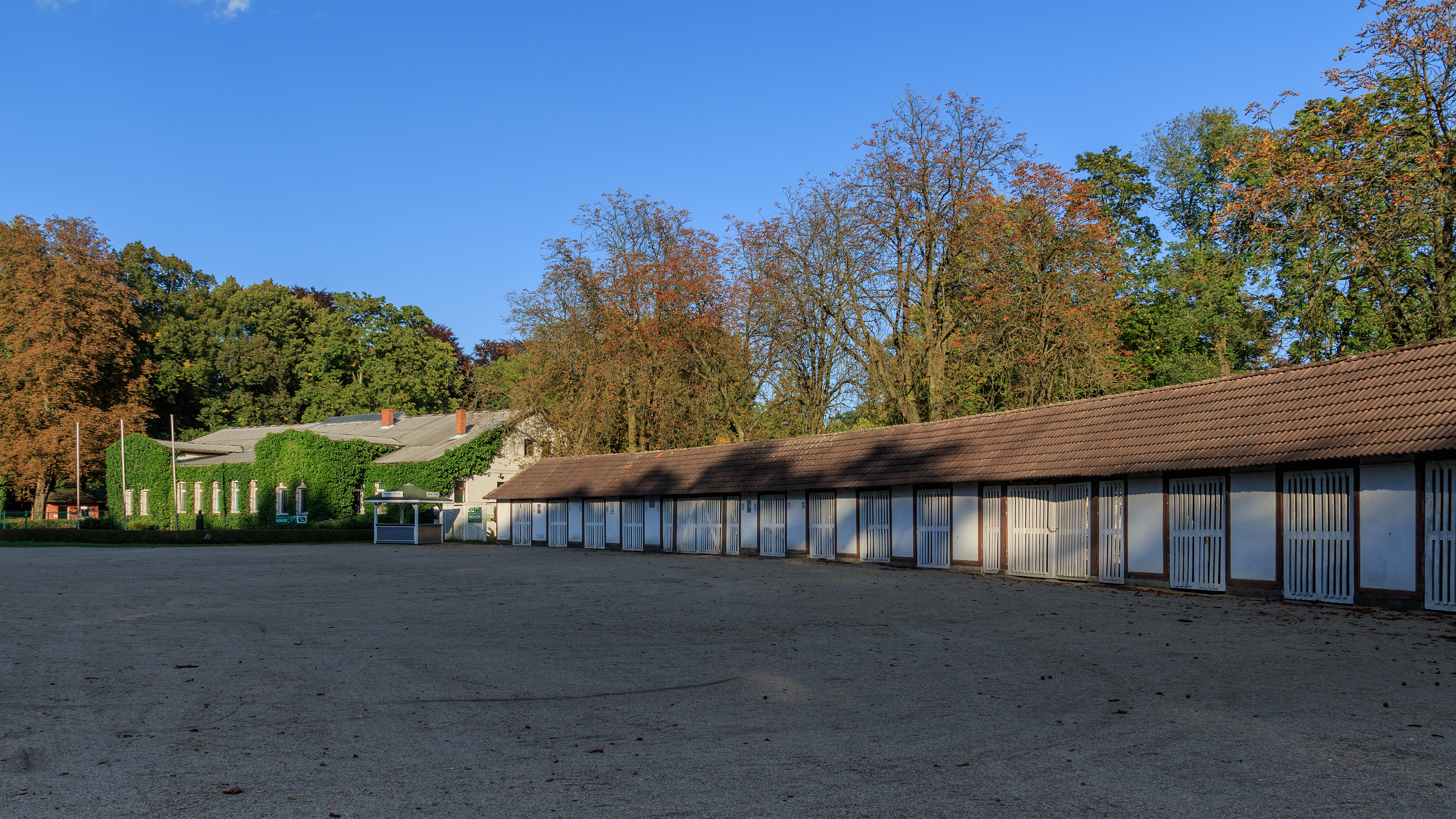
Eingangsbereich

Die Rennstrecke befindet sich auf einem Anbaugebiet für Hopfen aus der Zeit des preußischen Königs Friedrich Wilhelm I. Die gesamte Sportanlage umfasst gegenwärtig etwa 430 Hektar. Heute steht die Galopprennbahn unter Naturschutz und seit dem Jahr 2013 hat sie den Status als „national wertvolles Kulturdenkmal“.

## Sonstiges
- Auf dem Friedhof Hoppegarten wurden namhafte Trainer, Jockeys, Futtermeister, Tierärzte und Stallburschen vieler Nationen, die auf dem Gelände der Rennbahn beschäftigt waren, bestattet. Man findet dabei auch viele Grabmale die in Englisch beschriftet sind. Einige der historischen Grabstätten, gelten heute als wichtiges Zeugnis der Rennbahngeschichte von Hoppegarten sowie des Pferdesports. Namhafte Gestüte Deutschlands hatten einst in Hoppegarten und im benachbarten Neuenhagen ihre Rennställe und ließen dort ihre Pferde trainieren. Ein Teil der internationalen Trainer, Jockeys und Besitzer siedelte sich schließlich fest in Hoppegarten und Neuenhagen an. Berühmte Leute des Pferdesports fanden später auf dem Friedhof Hoppegarten die letzte Ruhe.
- In unmittelbarer Nähe der Rennbahn befinden sich zahlreiche Villen, welche oft mit Stallanlagen verbunden sind. Sie wurden im Zuge der Entwicklung des Pferdesports in der Linden- und Goetheallee von Hoppegarten erbaut. Die Bauzeit der oft mehrstöckigen Villen und Wohnhäuser begann in der zweiten Hälfte des 19. Jahrhunderts. Die Bauten sind für die Entwicklung zu einem Zentrum des Rennsports und der damit in Verbindung stehenden Belange der Pferdezucht charakteristisch.[20]
- Das DDR-Komikerpaar Herricht und Preil beschäftigten sich im Sketch „Hoppegarten“ von 1976 um die besagte Rennbahn und den Pferdesport an sich.